# Walraven Robbert van Heeckeren van Brandsenburg
Pour les articles homonymes, voir Van Heeckeren.
Le baron Walraven Robbert van Heeckeren van Brandsenburg, né à La Haye le 19 novembre 1776 et mort à Zeist[réf. nécessaire] le 23 juillet 1845, est un homme politique néerlandais.
- Membre du Conseil général de Zuyderzée (1811-1812)
- Maire d'Utrecht (1817-1824)
- Membre de la seconde Chambre (1840-1845)

## Distinctions
- Commandeur de l'ordre du Lion néerlandais

## Sources
- (nl) Sa fiche sur parlement.com
- (nl) Instituut voor Nederlandse Geschiedenis